# Koronás füzike
A koronás füzike (Phylloscopus coronatus) a verébalakúak (Passeriformes) rendjébe, ezen belül a füzikefélék (Phylloscopidae) családjába és a Phylloscopus nembe tartozó faj. 11-12 centiméter hosszú. Ázsia középkeleti részének fenyveseiben, lombhullató erdőiben költ, délkeleti részén telel. Kóborló példányai eljutottak északnyugat-Európáig. Rovarokkal, pókokkal táplálkozik. Májustól júliusig költ.

## Fordítás
- Ez a szócikk részben vagy egészben  az   Eastern crowned warbler című angol Wikipédia-szócikk fordításán alapul.  Az eredeti cikk szerkesztőit annak laptörténete sorolja fel. Ez a jelzés csupán a megfogalmazás eredetét és a szerzői jogokat jelzi, nem szolgál a cikkben szereplő információk forrásmegjelöléseként.